# Xistra nigritibialis
Xistra nigritibialis är en insektsart som beskrevs av Zheng, Z. och G. Jiang 2002. Xistra nigritibialis ingår i släktet Xistra och familjen torngräshoppor. Inga underarter finns listade i Catalogue of Life.